# Квачов Олександр Вікторович
Олександр Вікторович Квачов (нар. 10 жовтня 1995, Луганськ, Україна) — український футболіст, захисник.

## Життєпис

### Клубна кар'єра
Вихованець футбольної школи «Зоря» (Луганськ), у чемпіонаті України (ДЮФЛ) виступав саме за луганську «Зорю» — 26 матчів, 1 гол. У 2014 році підписав контракт із головною командою, проте зіграв лише 2 матча за молодіжний колектив в Українській Прем'єр-лізі. На професіональному рівні дебютував на початку 2016 року в складі новокаховської «Енергії» і за яку виступав до завершення 2016/17 сезону. 
Перед стартом нового сезону приєднався до новачка першої української ліги: ФК «Кремінь» (Кременчук), де відіграв увесь сезон та після вильоту команди до нижчого дивізіону, залишив клуб. Кар'єру продовжив в командах, які і надалі були представлені в другому за рангом дивізіоні, а саме: «Кобра» (Харків) та ПФК «Суми». У квітні 2019 року підписав контракт з чернівецьким футбольним клубом «Буковина», за який виступав до завершення 2018/19 сезону.

## Статистика
Станом на 26 травня 2019 року
| Клуб                     | Ліга       | Сезон   | Чемпіонат | Чемпіонат | Кубок | Кубок | Дубль | Дубль |
| Клуб                     | Ліга       | Сезон   | Ігри      | Голи      | Ігри  | Голи  | Ігри  | Голи  |
| ------------------------ | ---------- | ------- | --------- | --------- | ----- | ----- | ----- | ----- |
| «Енергія» (Нова Каховка) | Друга ліга | 2015/16 | 10        | 0         |       |       |       |       |
| «Енергія» (Нова Каховка) | Друга ліга | 2016/17 | 27        | 3         | 1     | 0     |       |       |
| «Кремінь» (Кременчук)    | Перша ліга | 2017/18 | 25        | 1         | 1     | 0     |       |       |
| «Кобра» (Харків)         | Перша ліга | 2018/19 | 3         | 0         |       |       |       |       |
| ПФК «Суми»               | Перша ліга | 2018/19 | 11        | 0         | 1     | 0     |       |       |
| «Буковина» (Чернівці)    | Друга ліга | 2018/19 | 9         | 2         |       |       |       |       |